# Andy Montañez
Andrés Montañez Rodríguez (San Juan, 7 de mayo de 1942), más conocido por su nombre artístico Andy Montañez, es un cantautor y músico puertorriqueño de salsa, conocido a nivel nacional e internacional como el Godfather de la Salsa o el Niño de Trastalleres, por ser oriundo del área de Trastalleres, en el barrio de Santurce (Puerto Rico).

## Vida artística
Andy Montañez ganó fama a nivel internacional como miembro del Gran Combo de Puerto Rico, con canciones como Las hojas blancas, Un verano en Nueva York, El barbero loco, Julia, Ponme el alcoholado, Juana, Vagabundo, El swing, Sube nene, sube, El son de Santurce y Don Goyo, entre otras. Permaneció en la agrupación entre 1962 y 1977, produciendo 26 discos de larga duración.
Tras el retiro de Oscar D'León, logró ingresar a la Dimensión Latina en 1977, donde logró popularizar los temas El eco de un tambor, Estela Mayombe y Cantares, grabando ocho discos en total. Posteriormente, en 1978, formaría parte de Puerto Rico All-Stars, donde grabó dos producciones musicales más, aunque consiguió un mayor éxito a escala internacional con su propia orquesta, la cual formó en 1980 con giras por América Latina y Estados Unidos. De esta época han resaltado temas como Ella, Boca mentirosa, Mi otro yo, Martha, Más que ayer, La última copa, Cobarde, cobarde, Cuando yo te vi, Casi te envidio, Payaso, Me gusta, Genio y figura, entre otras. 
Representó a Puerto Rico en la Exposición Mundial de 1992 en Sevilla, España.
Dos de los hijos de Andy, Harold y Andy Jr., también se han adentrado en el mundo de la salsa como cantantes. Su hija actuó por primera vez en la Expo 92 de Sevilla junto a sus dos hermanos. En 1997 Andy fue invitado a participar en la película venezolana Cien años de perdón como intérprete de dos de los temas que acompañan la trama. El innegable afecto que tiene en el pueblo venezolano y la recomendación del destacado actor puertorriqueño Daniel Lugo hicieron posible esta experiencia y desde entonces reside en Caracas.
En años recientes se ha unido a otro cantante de salsa, Ismael Miranda, para producir algunos boleros y música bohemia. En 2005 comenzó a experimentar una mezcla entre los ritmos de salsa y reguetón, llamándolo salsatón. En este esfuerzo se unió a raperos como Daddy Yankee y Julio Voltio.
El 2 de noviembre de 2006 Montañez ganó su primer Grammy Latino por el mejor álbum tradicional junto con Pablo Milanés.
El 30 de abril de 2012 sufrió un accidente de carretera cerca de Fundación, departamento del Magdalena, Colombia, en el que sufrió una herida en una pierna, golpes y laceraciones.
El 23 de noviembre de 2014 se presentó por primera vez en Caracas como parte del 52.º aniversario del Presidente de la República Bolivariana de Venezuela, Nicolás Maduro.

## Discografía

### El Gran Combo (1962-1976)
El Guaguancó del Gran Combo (1968)
- Menéame los Mangos (1962)
- De Siempre (1963)
- Acángana (1964)
- Ojos Chinos: Jala Jala (1964)
- El Caballo Pelotero (1965)
- El Swing de El Gran Combo (1966)
- En Navidad (1966)
- Maldito Callo (1967)
- Esos Ojitos Negros (1967)
- Fiesta Con el Gran Combo (1967)
- Boogalaoos (1967)
- Tú Querías Boogaloo?...Toma Boogaloo! (1967)
- Pata-Pata, Jala Jala, Boogaloo (1967)
- Tangos (1968)
- Los Nenes Sicodélicos (1968)
- Latin Power (1968)
- Smile! It's (1968)
- Éste Si Que Es (1969)
- Estamos Primeros (1970)
- De Punta a Punta (1971)
- Por el Libro (1972)
- En Acción (1973)
- 5 (1973)
- Disfrútelo Hasta el Cabo! (1974)
- 7 (1975)
- Los Sorullos (1975)
- Mejor Que Nunca (1976)

### La Dimensión Latina (1977-1980)
- Los Generales de la Salsa (1977)
- 780 Kilos de salsa (1978)
- Inconquistable (1978)
- Tremenda Dimensión (1978)
- Dimensión Latina 79 (Solid Gold) (1979)
- Combinación Latina Nº 4 (1979)
- Dimensión Latina 80 (1980)
- El número uno con la número uno (1980)
- Para siempre (1981)

### Y Su Orquesta (1980)
- Salsa Con Caché (1980)
- La Última Copa (1981)
- Para Ustedes... Con Sabor! (1981)
- Sólo Boleros (1982)
- Hoy...y Ayer (1982)
- Tania y Andy (1983)
- Versátil (1984)
- Dulce Veneno (1985)
- Mejor Acompañado Que Nunca (1986)
- El Eterno Enamorado (1988)
- Todo Nuevo..! (1990)
- El Catedrático de la Salsa (1991)
- El Swing de Siempre (1992)
- Cantando Voy Por el Mundo Entero (1994)
- Vengo a Decir (1995)
- Soy Como Soy (1998)
- Salsatón: Salsa Con Reggaeton (2006)
- El Godfather de la Salsa (2007)
- Junte Doble A en la Navidad (2008)
- Tributo al Combo (2010)

## Congos de Oro
Otorgado en el Festival de Orquestas del Carnaval de Barranquilla:
| Año  | Trabajo nominado | Categoría | Resultado |
| ---- | ---------------- | --------- | --------- |
| 1999 | Andy Montañez    | Salsa     | Ganador   |
| 2009 | Andy Montañez    | Salsa     | Ganador   |